# AFI's 100 Years... 100 Passions
AFI's 100 Years…100 Passions est une liste des 100 plus grandes histoires d'amour dans le cinéma américain. Elle fait partie des AFI 100 Years... series. La liste a été dévoilée le 11 juin 2002 par le American Film Institute sur CBS.

## La liste
| #   | Film                                | Année |
| --- | ----------------------------------- | ----- |
| 1   | Casablanca                          | 1942  |
| 2   | Autant en emporte le vent           | 1939  |
| 3   | West Side Story                     | 1961  |
| 4   | Vacances romaines                   | 1953  |
| 5   | Elle et lui                         | 1957  |
| 6   | Nos plus belles années              | 1973  |
| 7   | Le Docteur Jivago                   | 1965  |
| 8   | La vie est belle                    | 1946  |
| 9   | Love Story                          | 1970  |
| 10  | Les Lumières de la ville            | 1931  |
| 11  | Annie Hall                          | 1977  |
| 12  | My Fair Lady                        | 1964  |
| 13  | Out of Africa                       | 1985  |
| 14  | L'Odyssée de l'African Queen        | 1951  |
| 15  | Les Hauts de Hurlevent              | 1939  |
| 16  | Chantons sous la pluie              | 1952  |
| 17  | Éclair de lune                      | 1987  |
| 18  | Sueurs froides                      | 1958  |
| 19  | Ghost                               | 1990  |
| 20  | Tant qu'il y aura des hommes        | 1953  |
| 21  | Pretty Woman                        | 1990  |
| 22  | La Maison du lac                    | 1981  |
| 23  | Une femme cherche son destin        | 1942  |
| 24  | King Kong                           | 1933  |
| 25  | Quand Harry rencontre Sally         | 1989  |
| 26  | Un cœur pris au piège               | 1941  |
| 27  | La Mélodie du bonheur               | 1965  |
| 28  | Rendez-vous                         | 1940  |
| 29  | Officier et Gentleman               | 1982  |
| 30  | Sur les ailes de la danse           | 1936  |
| 31  | Le Roi et moi                       | 1956  |
| 32  | Victoire sur la nuit                | 1939  |
| 33  | Le Roman de Marguerite Gautier      | 1936  |
| 34  | La Belle et la Bête                 | 1991  |
| 35  | Gigi                                | 1958  |
| 36  | Prisonniers du passé                | 1942  |
| 37  | Titanic                             | 1997  |
| 38  | New York-Miami                      | 1934  |
| 39  | Un Américain à Paris                | 1951  |
| 40  | Ninotchka                           | 1939  |
| 41  | Funny Girl                          | 1968  |
| 42  | Anna Karénine                       | 1935  |
| 43  | Une étoile est née                  | 1954  |
| 44  | Indiscrétions                       | 1940  |
| 45  | Nuits blanches à Seattle            | 1993  |
| 46  | La Main au collet                   | 1955  |
| 47  | La Fièvre dans le sang              | 1961  |
| 48  | Le Dernier Tango à Paris            | 1973  |
| 49  | Le facteur sonne toujours deux fois | 1946  |
| 50  | Shakespeare in Love                 | 1998  |
| 51  | L'Impossible Monsieur Bébé          | 1938  |
| 52  | Le Lauréat                          | 1967  |
| 53  | Une place au soleil                 | 1951  |
| 54  | Sabrina                             | 1954  |
| 55  | Reds                                | 1981  |
| 56  | Le Patient anglais                  | 1996  |
| 57  | Voyage à deux                       | 1967  |
| 58  | Devine qui vient dîner ?            | 1967  |
| 59  | Picnic                              | 1955  |
| 60  | Le Port de l'angoisse               | 1944  |
| 61  | Diamants sur canapé                 | 1961  |
| 62  | La Garçonnière                      | 1960  |
| 63  | L'Aurore                            | 1927  |
| 64  | Marty                               | 1955  |
| 65  | Bonnie et Clyde                     | 1967  |
| 66  | Manhattan                           | 1979  |
| 67  | Un tramway nommé Désir              | 1951  |
| 68  | On s'fait la valise, Doc ?          | 1972  |
| 69  | Harold et Maude                     | 1971  |
| 70  | Raison et Sentiments                | 1995  |
| 71  | À travers l'orage                   | 1920  |
| 72  | Roxanne                             | 1987  |
| 73  | L'Aventure de madame Muir           | 1947  |
| 74  | La Femme de l'année                 | 1942  |
| 75  | Le Président et Miss Wade           | 1995  |
| 76  | L'Homme tranquille                  | 1952  |
| 77  | Cette sacrée vérité                 | 1937  |
| 78  | Le Retour                           | 1978  |
| 79  | L'Insoumise                         | 1938  |
| 80  | Le Cheik                            | 1921  |
| 81  | Adieu, je reste                     | 1977  |
| 82  | Witness                             | 1985  |
| 83  | Cœurs brûlés                        | 1930  |
| 84  | Assurance sur la mort               | 1944  |
| 85  | La Colline de l'adieu               | 1955  |
| 86  | Les Enchaînés                       | 1946  |
| 87  | L'Insoutenable Légèreté de l'être   | 1988  |
| 88  | Princesse Bride                     | 1987  |
| 89  | Qui a peur de Virginia Woolf ?      | 1966  |
| 90  | Sur la route de Madison             | 1995  |
| 91  | Working Girl                        | 1988  |
| 92  | Porgy and Bess                      | 1959  |
| 93  | Dirty Dancing                       | 1987  |
| 94  | La Fièvre au corps                  | 1981  |
| 95  | La Belle et le Clochard             | 1955  |
| 96  | Pieds nus dans le parc              | 1967  |
| 97  | Grease                              | 1978  |
| 98  | Quasimodo                           | 1939  |
| 99  | Confidences sur l'oreiller          | 1959  |
| 100 | Jerry Maguire                       | 1996  |